# Sundablatta inermis
Sundablatta inermis är en kackerlacksart som först beskrevs av Bei-Bienko 1938.  Sundablatta inermis ingår i släktet Sundablatta och familjen småkackerlackor. Inga underarter finns listade i Catalogue of Life.